# Sóar
En el Gènesi, capítol tretze, Sóar és una petita ciutat (el nom vol dir «petit») en què es refugià Lot fugint de la destrucció de Sodoma i Gomorra. En el capítol catorze clarifica que abans es deia Bela. En temps d'Abraham, es produí una guerra entre ciutats a Canaan. S'enfrontaren Xinar, Elassar, Elam i Goïm contra Sodoma, Gomorra, Admà, Seboiïm i Sóar. Després d'unes batalles a la Vall de Sidim (actualment mar Morta), van guanyar els primers i van saquejar totes les ciutats rivals.